# Noche y día (telenovela)
Noche y día (que también tuvo el título alternativo de Noche y día, junto a vos) es una telenovela argentina producida por Pol-ka Producciones que se emitió desde el 17 de noviembre de 2014 hasta el 19 de agosto de 2015 por Canal 13. Es protagonizada por Facundo Arana, Romina Gaetani y Eleonora Wexler.

## Trama
La «Brigada 24» es un espacio que nadie elige habitar, hacía allí son enviados efectivos de la policía que han cometido algún ilícito o deben purgar algún “pecado inconfesable”, esos que vulneran el código de la fuerza. Los que cumplen su condena son reincorporados a servicio activo; sin embargo hay otros que por distintos motivos, jamás abandonan ese “destierro” hasta que les llega la tan ansiada jubilación.
Al frente de la brigada se encuentra el comisario Federico Castro (Gabriel Corrado). Pero sus decisiones estaban supeditadas a la supervisión de Guillermo Inchausti (Oscar Martínez), que era responsable máximo del establecimiento. Su rango en la fuerza y su enorme poder lo vinculan también con altos exponentes de la delincuencia, con quienes suele hacer negocios, su mano derecha era Humberto Peralta (Pablo Brichta) quien lo traicionó.  La “Brigada 24” será también destino inevitable para Victorio “Vico” Villa (Facundo Arana) y Paula Pico (Romina Gaetani), dos oficiales con una foja de servicios intachable pero que, por un error de procedimiento, son condenados a pasar un tiempo indeterminado allí, sin posibilidad de defensa alguna y controlados en forma encubierta por Martina Mendoza (Eleonora Wexler) quien se da cuenta de que lo que está haciendo Inchausti está mal y que es el asesino del padre de Villa, de esta manera se pone del lado de Villa y Pico.  Cuando Inchausti se entera de esto, la interna en un psiquiátrico para que no hable. Esta situación límite no los enfrentará sino que ellos unirán sus fuerzas para convertir a los miembros de la brigada en un equipo dinámico y pro activo, con la meta de llegar a ser un verdadero cuerpo de elite.
Desde que Martina logra salir del psiquiátrico y esta del lado de la brigada, se enamora de Villa. Tienen una relación, ya que Villa con Pico no estaban en su mejor momento, pero se termina dando cuenta que está enamorado de las dos.
Inchausti tiene dos hijos, uno reconocido Sebastián Inchausti (Martín Slipak) que fue asesinado en un operativo y otra hija oculta con Patricia (Graciela Stéfani) que resultó ser Paula Pico. Patricia no soportó más ocultarle a su hija que Inchausti era su padre y en la propia casa de Paula Pico, Inchausti la amenazó con un arma, que si le confesaba a su hija que él era su padre iba a aparecer muerta, en ese instante recibe un disparo por la espalda, Paula le disparó a su propio padre sin saberlo.
Mientras Inchausti estuvo internado, su mano derecha Peralta ocupó su lugar y no le veía posibilidades de vida a Inchausti. Su principal objetivo era matar a Villa para recuperar el amor de Martina Mendoza y el segundo terminar de matar a Inchausti. Sus dos objetivos fracasaron, Inchausti se recuperó y quedó prófugo de la justicia mientras su hija Paula estaba en prisión por intento de homicidio, quien con ayuda de Villa y Mendoza, escapó de la cárcel. 
Inchausti recuperado y prófugo grabó un vídeo para desvincular a su hija de todo esto y establecer un vínculo con ella a quien le cuesta aceptar que él es su padre. Ahora Inchausti quiere vengar a Peralta porque ocupó su lugar y esto se transformó en una guerra, cuando Peralta estaba a punto de matar a Inchausti, Pico se interpone y terminó con su vida, que muere en los brazos de Villa. Para este entonces Villa había elegido quedarse con Pico y formar una familia, mientras que Martina se alejó de todo por amor.
Villa entra en una profunda depresión y se refugia en el alcohol. Sus compañeros de brigada y su familia, preocupados, lograron que ingrese a un centro de rehabilitación, donde está Sofía Santa María (Florencia Raggi) Vico comienza a recuperarse con ella e intenta tener una relación, con mucho dolor ya que no puede olvidar a Pico. Aquí vuelve a aparecer Mendoza quien volvió para ayudarlo, pero ella ya había formado una relación con Fabián (Pablo Rago).

### El final
Vico relatando en off cómo se cerraron cada una de las historias.
"Castro y Lucila se casaron y siguen buscando ese hijo tan ansiado.
Milagros y Joaquín pudieron encontrar un equilibrio en su pareja
Gise me deja visitarla cada tanto. Está cumpliendo su condena por el homicidio de Lucero.
Eva y Robert se fueron tres semanas antes del parto a Córdoba para tener al chico, que tenía otros planes y no hubo tiempo: nació en la ruta, es santafesino y de Newell’s
Paco y Betty lograron que el padre biológico de Manuel se hiciera cargo de saldar sus deudas. Manuel, con la plata que cobró, los invitó a un viaje a Río de Janeiro.
Jana y Benja son los únicos que quedan en la 24, que tiene una nueva comisario.
Con Martina dejamos la Brigada y cambiamos de vida", describió Villa, mientras se veían imágenes de la pareja con Valentino, el hijo de Martina, besando a su hermanito en camino"

## Reparto
- Facundo Arana como Victorio "Vico" Villa.
- Romina Gaetani como Paula Pico/ Paula Inchausti.
- Eleonora Wexler como Martina Mendoza.
- Gabriel Goity como Francisco "Paco" Longo.
- Favio Posca como Roberto "Robert" Belardi.
- Eugenia Tobal como Bárbara Díaz.
- Gabriel Corrado como Federico Castro.
- Oscar Martínez como Guillermo Inchausti.
- Marina Bellati como Evangelina "Eva" Cisneros.
- Brenda Gandini como Lucila Villa.
- Victorio D´Alessandro como Joaquín "Joaco" Agüero.
- Gastón Soffritti como Benjamín "Benja" Liberman.
- Martín Slipak como Sebastián Inchausti.
- Rodrigo Noya como Nicolás.
- Coraje Ábalos como Gastón Santucho.
- Pablo Brichta como Humberto Peralta.
- Manuela Pal como Gisella Villa.
- Candela Vetrano como Milagros "Mili" Villa.
- Maximiliano Ghione como Amadeo Lucero.
- Florencia Raggi como Sofía Santa María.
- Pablo Rago como Fabián Aguilera.
- Graciela Stéfani como Patricia Pico.
- Claudio Rissi como Ismael Bisoni.
- Alejo Ortiz como Adrian Guedes.
- Duilio Orso como Palacios.
- Valeria Lois como Amanda Cejas.
- Joaquín Rapalini Olivella como Valentino Garrido Mendoza.
- Miguel Habud como Jalil.
- Coral Gabaglio como Beatriz "Betty".
- Lautaro Perotti como Esteban Garrido.
- Johanna Francella es Jazmín.
- María Pía Galiano como Jana Vergara.
- Diego Hodara como Estanislao "Pipi" Belardi.
- Maia Dosoretz como Catalina.
- Martín Buzzo es Daniel.
- Nicolás Furtado es Juan Carlos "Juancho".

## Producción

### Conflictos
El primer problema fue la renuncia de Romina Gaetani, a pesar de ser la protagonista femenina principal de la tira, tras sufrir constantes ataques de pánico desde fines del año pasado, se vio obligada a dejar la telenovela. Luego Oscar Martínez, ya firmado por contrato tenía arreglado que a principios de abril dejaría la serie por otras ofertas laborales en teatro, lo cual le impediría continuar con las grabaciones. Y por último el 20 de marzo también Eugenia Tobal abandona la telenovela por compromisos laborales.

### Cambios de horario
La telenovela comenzó el lunes 17 de noviembre de 2014 de lunes a jueves a las 21:45 horas. A partir del 26 de enero de 2015, a pesar de la disconformidad de actores y productores, es trasladada de lunes a viernes al horario de las 23:00, para dejar lugar más temprano a la serie turca Las mil y una noches que estaba obteniendo altas cifras de índice de audiencia.[cita requerida]
El 11 de mayo de 2015, con el retorno del programa Showmatch a Canal 13, Noche y día es transformada en unitario, emitiéndose solo los días miércoles a las 23:15 horas.

## Premios y nominaciones
| Año  | Premiación      | Categoría                             | Receptor       | Resultado | Ref.  |
| ---- | --------------- | ------------------------------------- | -------------- | --------- | ----- |
| 2015 | Premios Notirey | Ficción Diaria                        | Noche y día    | Nominado  | [ 4 ] |
| 2015 | Premios Notirey | Actriz protagonista en Ficción Diaria | Romina Gaetani | Nominada  | [ 4 ] |
| 2015 | Premios Notirey | Actor protagonista en ficción diaria  | Facundo Arana  | Nominado  | [ 4 ] |
| 2015 | Premios Notirey | Actor de Reparto                      | Favio Posca    | Nominado  | [ 4 ] |
| 2015 | Premios Notirey | Actor de Reparto                      | Martín Slipak  | Nominado  | [ 4 ] |

## Ficha técnica
- Autores: Marcos Osorio Vidal – Willy Van Broock
- Edición Y Musicalización: Gonzalo Arias
- Dirección De Eféctos Visuales: Andrés Bocán
- Dirección De Sonido: Aníbal Girbal – Adrián De Michelle
- Dirección De Arte: Mariana Sourrouille
- Dirección De Fotografía: Martín Sapia – Alejandro Del Campo
- Vestuario: María Teresa Núñez
- Locaciones: Alejandro Parvis
- Casting: Sabrina Kirzner – Natalia Monteferrario
- Jefes De Producción: Leandro Aguirre – Weasley Felix
- Asistentes De Dirección: Fabián Caeiro – Alejandro Ibáñez
- Coordinación De Producción: Soledad Concilio
- Dirección De Contenidos: Marcos Carnevale
- Dirección De Producción: Diego Andrasnik
- Producción Ejecutiva: Adrián González
- Producción General: Adrián Suar
- Dirección: Rodolfo Antúnez – Jorge Nisco